# EarthBound
EarthBound (titolo originale Mother 2: Gyiyg no gyakushu (MOTHER2 マザーギーグの逆襲?, Mazā Tsū: Gīgu no Gyakushū, ovvero "Mother 2: il contrattacco di Gyiyg" o "Gyiyg colpisce ancora") è un videogioco di genere GdR pubblicato per Super Nintendo nel 1994 in Giappone e l'anno successivo negli Stati Uniti d'America. Il gioco è stato realizzato in gran parte da Shigesato Itoi, autore anche del predecessore EarthBound Beginnings (1989).
Il gioco è stato pubblicato come aggiunta nella raccolta per Game Boy Advance Mother 1 + 2 distribuita solo in Giappone. Nel 2013 è stata distribuita tramite il Nintendo eShop del Wii U anche la versione europea del gioco. Il gioco ha ricevuto un seguito chiamato Mother 3. È inoltre presente nelle versioni americane ed europee del Nintendo Classic Mini: Super Nintendo Entertainment System. Il gioco nel 2022 è stato aggiunto nella libreria del Nintendo Switch Online.

## Trama
Un meteorite precipita nelle vicinanze di Onett, una piccola cittadina nel paese di Eagleland, un'allegoria degli Stati Uniti d'America. Ness (nome di default, è possibile cambiarlo), un ragazzino di 13 anni (12 nella versione giapponese) nato con poteri psichici, vive con la madre e sua sorella Tracy (il padre è molto impegnato con il lavoro e comunica col figlio perlopiù col telefono), viene svegliato dal frastuono e si reca a indagare con solo una mazza da baseball crepata dopo che Pokey Minch, il suo antipatico vicino di casa, la cui famiglia serba rancore verso Ness e suo padre per un presunto rimborso di decine di migliaia di dollari per i quali non sarebbero stati rimborsati, bussa alla sua porta, chiedendogli di aiutarlo a cercare suo fratello Picky (in realtà era Pokey che era scappato), e porta anche con sé il suo vecchio cane, King; ben presto si trova a fare la conoscenza di Buzz Buzz, un essere proveniente dal futuro con l'aspetto di un'ape. Buzz Buzz rivela a Ness che dieci anni nel futuro un'entità maligna chiamata Giygas ("Gyiyg" nella versione giapponese) ha assoggettato il mondo, facendo prendere vita propria agli oggetti e rendendo aggressivi animali e persone, e Ness, assieme ad altri due ragazzi e una ragazza, è l'unica speranza che possa scongiurare una catastrofe cosmica. Per trovare gli altri tre prescelti e assieme a loro sconfiggere Giygas. 
Quando Ness porta a casa i vicini, il loro padre li mette in punizione impedendo loro di mangiare il dessert per il resto del decennio (nella versione giapponese li picchia) per essere usciti di casa a tarda notte, e la loro madre, scambiando Buzz Buzz per una mosca, lo uccide con un ceffone. Prima di morire, l'insetto gli lascia la Pietra Sonora, nella quale dovrà registrare otto melodie di altrettanti Santuari per poter assorbire il potere della Terra. Ogni Santuario ricorderà a Ness qualcosa della sua infanzia.
La mattina dopo, Ness sconfigge una banda di teppisti che infestano Onett, chiamata gli Squali, e il loro leader, Frank Fly, passa per una baracca proibita tramite una chiave ricevuta dal sindaco della città, e in una caverna, sconfiggendo il primo guardiano, una formica gigante, ottenendo il potere del primo Santuario, il Passo del Gigante, in cui intravede King da cucciolo. Per questo, tuttavia, viene rimproverato dai poliziotti, e viene costretto ad affrontare cinque poliziotti e il capitano Strong, sconfiggendoli, costringendoli ad aprire la strada per la città vicina di Twoson. Durante la notte, il ragazzino riceve un messaggio telepatico da Paula Jones, una ragazzina di 11 anni da Twoson la cui casa è gestita dai genitori come l'asilo Polestar, rapita da una misteriosa setta dal vicino Villaggio Happy Happy che venera il colore blu, l'Happy-Happyismo, nel quale c'è anche Pokey, e secondo Everdred, un cittadino di Twoson, vogliono usarla come sacrificio umano. 
Attraversando una valle che porta al villaggio grazie alle invenzioni del giovane Apple Kid, il ragazzino entra nella capanna dove è stata rinchiusa Paula, riceve da lei la Medaglia Franklin per sconfiggere Carpainter, il capo della setta capace di manipolare i fulmini, facendolo tornare in sé, e scopre che era posseduto dalla Statua Mani Mani, una statua dissotterrata a Onett che sfrutta i desideri di gloria e potere della gente e capace di creare illusioni. Ness libera così Paula, che si unisce a lui, e sconfiggono il secondo guardiano, una grande talpa assetata di sangue, e raggiungono insieme il secondo Santuario, il Passo dei Nani, nelle caverne vicine, dove Ness intravede un bambino in cappello rosso (sé stesso del passato), poi, dopo aver dato alla banda dei Runaway Five 10.000 dollari per aiutarli a pagare un debito, ricevono un passaggio per la città di Threed con il loro bus, dato che i fantasmi che infestano il tunnel non possono fermare chi entra quando c'è troppo rumore. 
Threed è sotto un'invasione di non-morti, che Ness e Paula sconfiggono, ma cadono in una trappola dopo aver seguito una misteriosa prostituta nella sua sala d'albergo, venendo attaccati da dei mostri e cadendo in una stanza sotto il cimitero, dove Paula comunica con Jeff Andonuts, un ragazzo intelligentissimo della loro età che frequenta un collegio a Winters, nella regione di Foggyland, allegoria dell'Europa con il suo migliore amico Tony. Con l'aiuto di una scimmietta che ama le gomme da masticare e Tessie, il mostro di Lock Ness che vive nel lago vicino, supera Stonehenge e raggiunge il laboratorio di suo padre, il Dr. Andonuts, prendendo la macchina Sky Runner per raggiungerli. Da lì arrivano in una valle abitata dai misteriosi Mr. Saturn, dove battono il terzo guardiano, un mucchio di terra, e trovano il terzo santuario Pozzo di Latte, nel quale Ness sente la voce di sua madre. Poi sconfiggono un mucchio di vomito, Master Belch, che ha potere sugli zombie e ha rapito alcuni Mr. Saturn, sfruttando la sua ossessione per il Miele di mosca.
Ora che Threed è tornata normale, Ness, Paula e Jeff prendono un bus per la grande città di Fourside, situata dall'altra parte del deserto, ma a causa del traffico, sono costretti a proseguire il viaggio a piedi a metà strada, scoprendo poi che la città è stata comprata dal sindaco Geldegarde Monotoli, sotto l'effetto della Statua Mani Mani, e dopo che il centro commerciale della città ha problemi di corrente, Paula viene rapita. Dopo aver sconfitto un mostro all'ultimo piano, Ness e Jeff incontrano un Everdred ferito, che aveva cercato di mettere le mani sulla Statua Mani Mani, e dice a loro di andare nel caffè di Jackie (Boris Bar nella versione giapponese), dove entrano nella dimensione alternativa di Moonside, trovano la statua e la sconfiggono. Salgono poi il grattacielo di Monotoli, e dopo aver sconfitto un robot maldestro con l'aiuto dei Runaway Five (che avevano aiutato a riprendersi da un secondo debito con un diamante, dato che erano stati ingannati, dopo aver sconfitto cinque talpe che infestavano la miniera), raggiungono il sindaco, che libera Paula e dà loro l'elicottero per scappare, ma Pokey lo ruba. 
Avendo imparato la tecnica del teletrasporto da un gruppo di scimmie incontrate nelle caverne nel deserto, Ness, Paula e Jeff tornano a Winters con la Sky Runner, sconfiggono il guardiano del quarto Santuario, un fungo. Nel santuario, il Cerchio Piovoso, Ness sente brevemente l'odore del suo cibo preferito. Intanto, il Dr. Andonuts modifica la Sky Runner per far sì che i tre vadano nella città di Summers. Lì, mangiano una torta magica, e il punto di vista passa nel regno di Dalaam, situato nella regione di Chommo (allegoria di Asia e Africa), in cui il Principe Poo termina il suo addestramento di meditazione Mu e si unisce ai tre. 
Tornano poi a Fourside, e passando per le fogne dal museo di dinosauri, sconfiggono un gigantesco ratto di fogna, il guardiano del quinto Santuario, il Colle Magnete, in cui Ness intravede un biberon, e poi vanno a Dalaam, dove trovano il sesto Santuario, la Nuvola Rosa, vicino alla quale sconfiggono delle allegorie dei tuoni e dei fulmini. Nel santuario Ness intravede sua madre.
Tornati a Summers, i ragazzi si scontrano con delle mummie nel museo locale e acquisiscono dei geroglifici nel museo culturale della città su consiglio di Poo, si uniscono a un club e vanno nel vicino villaggio di Toto per accedere all'isola di Scaraba, sconfiggendo nel processo il Kraken, e accedono alla piramide risolvendo un enigma davanti alla Sfinge, ottenendo un artefatto noto come l'Occhio di Falco, e Poo lascia brevemente il gruppo per imparare la tecnica PSI Starstorm, mentre gli altri entrano dentro un uomo che si trasforma in un dungeon per raggiungere la palude dell'Oscurità Profonda con un sottomarino dentro di lui. Qui, Ness, Paula e Jeff, dopo aver usato l'artefatto, affrontano di nuovo Master Belch, ora autorinominatosi Master Barf, e grazie all'intervento di Poo, che ha finalmente appreso la nuova tecnica, lo sconfiggono. 
Mentre attraversano la palude con l'aiuto dell'Occhio di Falco, scoprono i resti dell'elicottero usato da Pokey e raggiungono un villaggio abitato dalla tribù dei Tenda, una popolazione estremamente timida che non può superare la timidezza senza un libro apposito, poi ricevono una chiamata da Apple Kid, che ora lavora con il Dr. Andonuts, ed entrambi sono stati apparentemente rapiti, così si dirigono a Winters. 
Tornati a Stonehenge, scoprono una base sotterranea piena di Starman, i soldati di Giygas, sconfiggono loro e il loro capo, lo Starman Deluxe e liberano i prigionieri. In seguito prendono il libro per superare la timidezza dalla biblioteca di Onett e lo passano alla tribù del villaggio di Tenda, che apre loro il passaggio per i sotterranei, dove trovano il settimo Santuario, la Sala Luminosa, sorvegliato da un'entità elettrica. Dopo la battaglia, Ness ha una visione di suo padre mentre lo culla da piccolo.
Da lì, i quattro giungono al sottosuolo, dove i dinosauri sono ancora vivi, e a poca distanza sconfiggono il guardiano dell'ottavo e ultimo Santuario, una creatura canina fatta di fuoco, che a un certo punto diventa di diamante. Giunti alla Sorgente di Fuoco, dove Ness ha la sensazione di essere osservato da sé stesso da bambino, la Pietra Sonora scompare, dopo aver raccolto tutte le melodie e Ness perde i sensi, ritrovandosi a Magicant, un regno creato dalla sua mente in cui vede tutti i ricordi della sua vita, e attraversando il Mare dell'Eden, il suo subconscio, assieme a dei guerrieri volanti, che rappresentano il suo coraggio, distrugge una statua dorata, simile a quella di Mani-Mani, che rappresenta il suo lato malvagio chiamata "Incubo di Ness" assorbe il potere degli otto Santuari e di Magicant e visita casa sua nel passato, dove intravede sé stesso da neonato. 
Sentendo una voce dentro di sé, Ness capisce che la prossima meta a questo punto è alla Valle dei Mr. Saturn; al risveglio dunque, porta Paula, Jeff e Poo , dove si scopre che i Mr. Saturn stanno lavorando assieme a Apple Kid e al Dr. Andonuts per costruire una nuova Distorcifase (la prima era stata rubata da Pokey). I ragazzi usano la macchina e raggiungono la Scogliera dimenticata dal Tempo, al centro della Terra, dove scoprono che Giygas sta attaccando dal passato proprio in quel punto, ed è necessario un terzo modello della Distorcifase per andare là, ma a causa del programma del macchinario, che uccide gli esseri viventi, trasferiscono le loro anime in robot per venire trasportati in modo sicuro alla Caverna del Passato. Entrando in una caverna che conduce alla Macchina del Male, che contiene Giygas, si imbattono in Pokey, che afferma che egli è alleato di Giygas e che esso è completamente fuori controllo. Riescono a sconfiggerlo, costringendolo a spegnere la Macchina del Diavolo e liberando Giygas, che è erratico, con attacchi incomprensibili e si rivela essere troppo forte da affrontare solo combattendo, ma Paula, pregando, chiama tutte le persone della Terra, compreso il giocatore, destabilizzando le difese di Giygas e riuscendo a sconfiggerlo.
Le anime di Ness, Paula, Jeff e Poo tornano ai loro corpi umani, e Jeff e Poo tornano a casa. Ness scorta Paula a casa a Twoson (o la porta a casa sua a Onett) e riceve una chiamata da suo padre, che sarà a casa la settimana prossima per celebrare il compleanno di suo figlio. Durante la notte, qualcuno bussa alla porta, scoprendo che si tratta di Picky, che gli lascia una lettera di suo fratello, e tutti si chiedono che fine abbia fatto Pokey.

## Modalità di gioco
L'impianto da GdR di EarthBound ha similarità con quello di altre serie più note quali Dragon Quest (almeno gli episodi del periodo 8-16 bit), ma le avventure di Ness e amici si svolgono nel presente (nell'anno "199X"). Gli eroi adoperano oggetti prosaici quali mazze da baseball, padelle, yo-yo e fionde, mentre le classiche magie sono state sostituite da poteri psichici dagli effetti analoghi (attacco, difesa e cura). Il denaro che normalmente viene ottenuto eliminando mostri viene dal padre di Ness, che periodicamente gli rimpingua il conto in banca, dal quale si potrà ricavare denaro attraverso i bancomat sparsi per quasi tutti i negozi del mondo, e chiamarlo permette di salvare i progressi di gioco.
L'elenco delle armi ha già messo in evidenza un'altra delle caratteristiche del gioco, l'ironia. A fare da contraltare alla trama di stampo epico dei ragazzini che da soli devono salvare l'universo, il gioco è ricco di dialoghi bizzarri, battute, personaggi non giocanti singolari, situazioni paradossali (ad esempio la morte di Buzz Buzz, in grado di sconfiggere nemici venuti dal futuro ma schiacciato dalla madre di Porky, che lo aveva scambiato per una mosca), nemici strani e in generale avvenimenti inaspettati.
Non esistono incontri casuali: tutti i nemici sono sempre ben visibili sull'area di gioco. Ciò può tramutarsi in un vantaggio come in uno svantaggio per il giocatore: se riesce ad ingaggiare battaglia con un nemico prendendolo alla sprovvista, ad esempio avvicinandosi a lui da dietro o di lato, lo schermo si colorerà di verde e sarà data al giocatore la possibilità di effettuare la prima mossa, oltre che un 100% di possibilità di riuscita della fuga. Se invece sarà un nemico a cogliere alla sprovvista i personaggi presenti sul campo di gioco, lo schermo diventerà rosso e sarà il nemico a colpire per primo. Se nemici e giocatore si fronteggiano normalmente, lo schermo diventerà grigio e il primo ad attaccare sarà chi ha un valore più alto dell'attributo velocità. I nemici tendono ad avvicinarsi o ad allontanarsi dal giocatore dipendentemente dal livello (o nel caso dei dungeon, dopo aver sconfitto il boss).
La schermata dei combattimenti è molto simile a quella di Dragon Quest, in cui vengono visualizzati solo i nemici, visti frontalmente e le varie mosse da eseguire e item da utilizzare si possono scegliere attraverso dei menù.
Un altro elemento decisamente originale relativo ai combattimenti è la rappresentazione del contatore di punti vita e punti psichici, che ricorda un odometro. In sintesi, quando si viene colpiti o si utilizzano punti psichici, il numero che rappresenta gli HP/i PP non cambia immediatamente, ma le cifre scorrono come se si trattasse di un contatore meccanico. Ciò rappresenta in parte un vantaggio per il giocatore, dato che anche nel caso in cui riceva un colpo mortale, se riesce a terminare la battaglia o a curarsi prima che il contatore raggiunga 0, il personaggio sarà salvo, con un ammontare di energia pari al numero raggiunto dal contatore. D'altra parte questa situazione genera anche momenti di frenesia, quando ad esempio si cerca di far passare velocemente i turni in modo da poter curare il personaggio prima che il contatore segni 0. Se un personaggio perde tutti gli HP, perderà i sensi e dovrà essere rianimato in ospedale o tramite altri metodi, e in caso di sconfitta, andranno persi metà dei soldi in possesso del giocatore e Ness sarà da solo, con tutti i compagni svenuti e senza PP. Ciascun personaggio può portare fino a un massimo di sedici oggetti alla volta. È possibile chiamare il servizio di consegne dell'Escargo Express, per il quale Tracy, la sorella di Ness, lavora part-time, per conservare degli oggetti fino a un massimo di tre alla volta.
Inoltre, oltre agli stati d'alterazione standard tipici di tutti i GDR (sonno, confusione, avvelenamento...), che possono essere ottenuti in battaglia o causati da qualche item o condizione dello scenario, ne sono stati aggiunti alcuni decisamente atipici: la diamantizzazione (Diamondized), che è simile alla paralisi (eccetto che il personaggio paralizzato può ancora usare il PSI) ed è una sorta di morte cerebrale, in quanto il personaggio è vivo ma trasformato in una statua di diamante che non è in grado di fare alcunché; la "funghizzazione" (Mashroomized), in cui al personaggio spunta un fungo sulla testa che gli fa invertire i controlli nell'area di gioco e causa confusione in battaglia; la possessione (Possessed) in cui un piccolo fantasma segue i personaggi e talvolta interferisce in battaglia; la stranezza (Feeling strange), che equivale alle confusione, con i personaggi che si colpiscono da soli; la nausea, che ha gli stessi effetti dell'avvelenamento e ha effetto anche dopo la lotta; il raffreddore e i colpi di sole con effetti simili ma più deboli; e il pianto incontrollabile, che riduce la precisione degli attacchi fisici. Inoltre è presente un altro stato alterato esclusivo di Ness, la nostalgia di casa, che accade casualmente se non parla per troppo tempo a telefono con la mamma. Quando accade, a volte sprecherà un turno in battaglia a pensare a lei, a casa e al suo cibo preferito.

## Versioni
Per l'edizione americana sono state fatte alcune modifiche al gioco originale giapponese, che comprendono inoltre alcuni elementi modificati per motivi culturali. Ad esempio quando Ness arriva a Magicant, la zona che rappresenta il suo subconscio, in originale è nudo, nella versione USA è in pigiama; le menzioni di bevande alcoliche sono sostituite con nomi di bevande non alcoliche (l'esempio più eclatante è quello dell'uomo d'affari che annega i suoi dispiaceri nel cappuccino).

## Misure Antipirateria
EarthBound è anche noto per avere delle misure antipirateria, considerate dai giocatori, estremamente punitive e diaboliche:
- La prima misura è per verificare che una copia Giapponese/Americana (NTSC) non venga giocata su un Super Nintendo Entertainment System Europeo (PAL). Se questo dovesse accadere, il gioco mostrerà un schermata di errore e si bloccherà.
- La seconda misura (nota anche come la prima barriera contro i pirati) è per verificare se ci sono esattamente 8 KB di SRAM. I famosi "Cartridge Copier" tendono sempre ad averne di più (in modo da riuscire a mettere più giochi nei floppy disk). Se il gioco identifica se ci sono più di 8 KB di SRAM, esso mostrerà una schermata di antipirateria e si bloccherà.
- La terza misura è per verificare se la seconda misura è stata raggirata. Se raggirata, il gioco si avvierà normalmente, ma aumenterà la presenza di nemici (in modo da renderlo quasi ingiocabile), mettendone anche alcuni della quale non appartengono alla loro zona rispettiva e in alcune zone, il gioco cercherà di mettere così tanti nemici per poi bloccarsi.
- La quarta (e ultima) misura si manifesta verso la fine del gioco, dove quando Pokey/Porky spegne la Devil Machine e la battaglia con Giygas sta per iniziare, il gioco si bloccherà (a volte andrà pure in crash emettendo suoni casuali, nonché inquietanti). Una volta che il gioco viene riaperto, tutti i dati di salvataggio presenti saranno immediatamente cancellati.